# Compagnie Internationale des Wagons-Lits

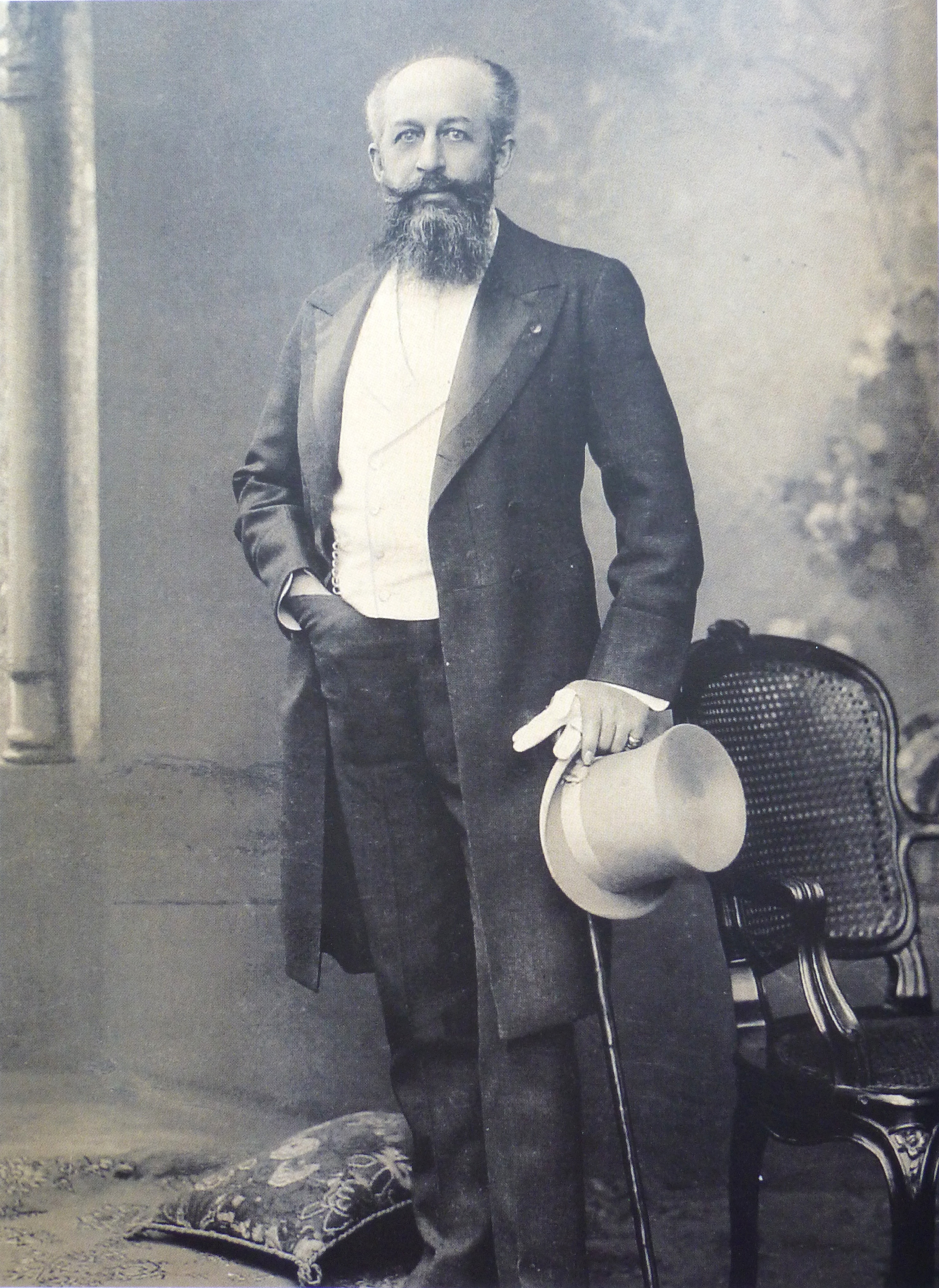
Georges Nagelmackers

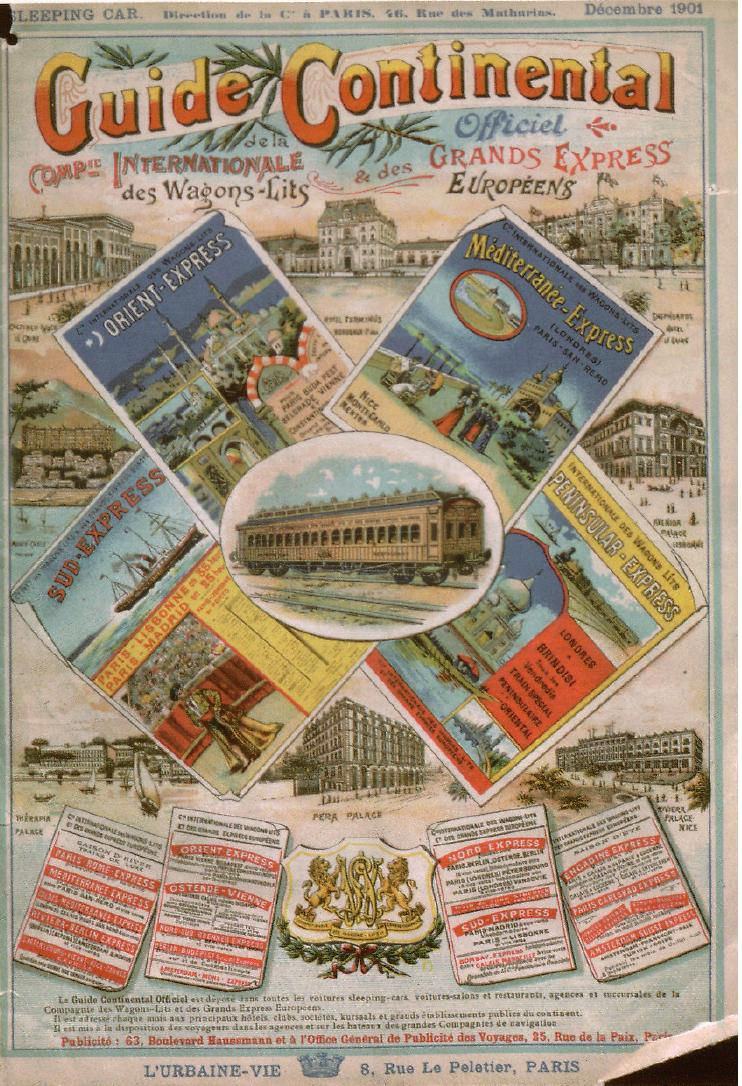
Guide Continental, 1901

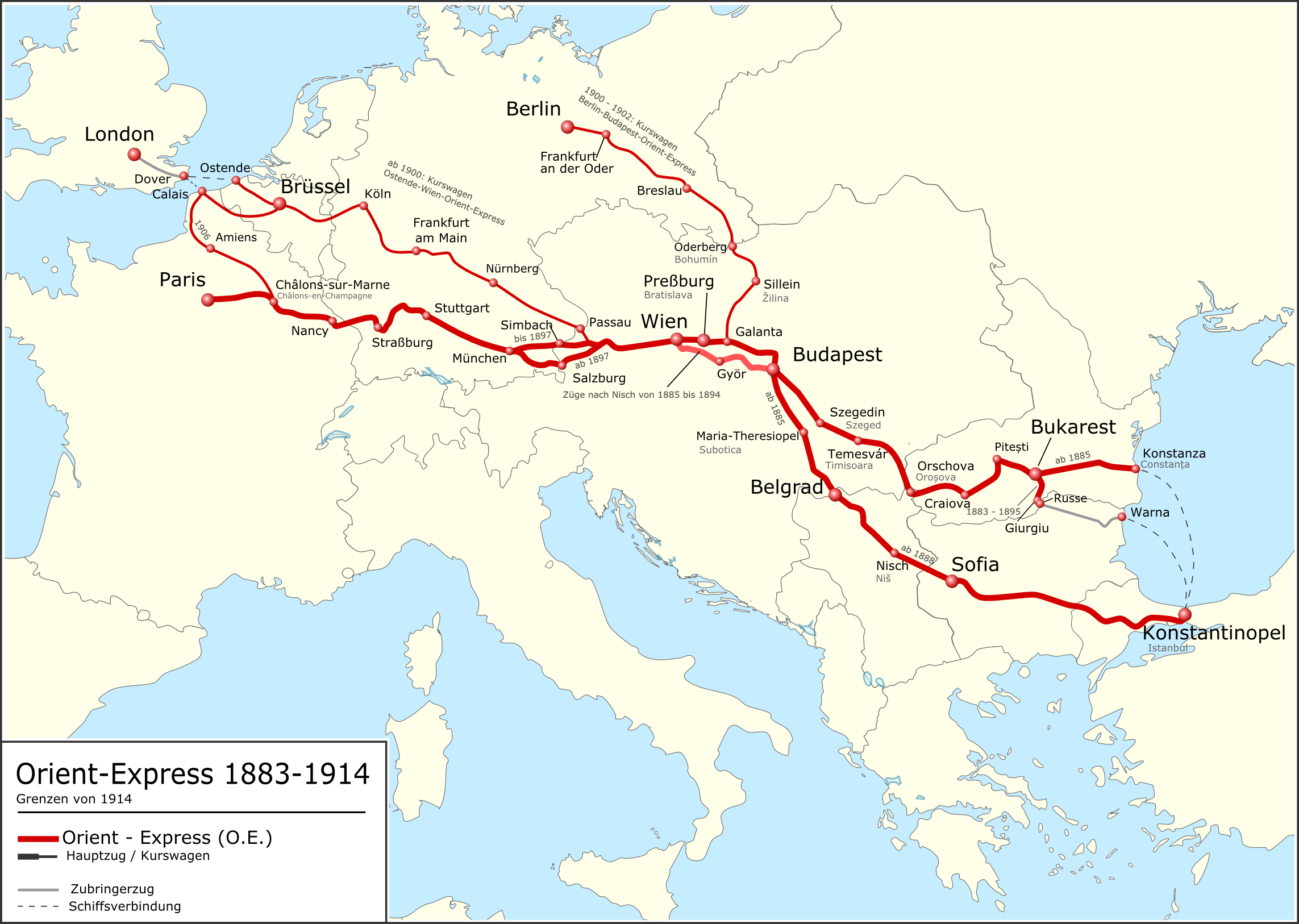
Orient-Express, 1883-1914

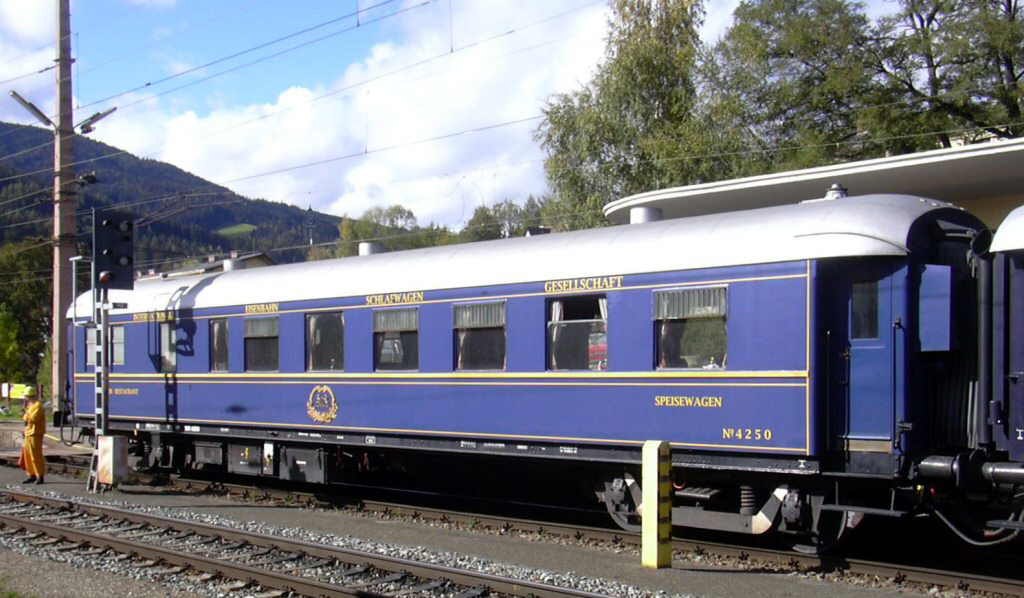
En restaurangvagn från företaget. Bilden är tagen i Österrike 2003

Compagnie Internationale des Wagons-Lits (svenska: Internationella sovvagnsbolaget), CIWL, även Compagnie Internationale des Wagons-Lits et des Grands Express Européens eller bara Wagons-Lits, var ett internationellt sovvagnsbolag grundat 1873 av Georges Nagelmackers i Belgien, efter inspiration från George Pullman i USA. Företaget är mest känt för Orientexpressen och Train Bleu, men bedrev lyxtågstrafik över större delen av Europa samt Främre Orienten och Transsibiriska järnvägen. Företaget drev också ett antal lyxhotell runt hela världen. 1991 förvärvades CIWL av hotellkoncernen Accor.